# Steve Carlton
Steven Norman Carlton (ur. 22 grudnia 1944) – amerykański baseballista, który występował na pozycji miotacza przez 24 sezony w Major League Baseball. Dziesięciokrotny uczestnik Meczu Gwiazd, czterokrotny zdobywca Cy Young Award, członek Baseball Hall of Fame.

## St. Louis Cardinals
W październiku 1963 podpisał kontrakt jako wolny agent z St. Louis Cardinals i początkowo grał w klubach farmerskich tego zespołu, między innymi w Tulsa Oilers, reprezentującym poziom Double-A. W Major League Baseball zadebiutował 12 kwietnia 1965 w meczu przeciwko Chicago Cubs jako reliever. W 1967 wystąpił w jednym meczu World Series, w których Cardinals pokonali Boston Red Sox 4–3. W 1967, 1968 i 1971 reprezentował klub w Meczu Gwiazd.

## Philadelphia Phillies
W lutym 1972 przeszedł do Philadelphia Phillies za Ricka Wise’a. W pierwszym sezonie występów w Phillies był najlepszy w lidze pod względem zwycięstw (27), zaliczył najwięcej strikeoutów (310) i uzyskał najlepszy wskaźnik ERA (1,91). Wystąpił po raz czwarty w karierze w Meczu Gwiazd, otrzymał Cy Young Award dla najlepszego miotacza w National League, a w głosowaniu do nagrody MVP zajął 5. miejsce. Zanotował serię 18 meczów z rzędu bez porażki (w trzech spotkaniach uzyskał no-decision), a od 23 lipca 1972 do 13 sierpnia 1972 rozegrał sześć pełnych meczów, zaliczając cztery shutouty i oddając jednego runa. W latach 1974–1979 trzykrotnie uczestniczył w All-Star Game i po raz drugi w karierze otrzymał Cy Young Award.
W 1980 zanotował dwa zwycięstwa w World Series, w tym decydującym o tytule meczu numer 6, a Phillies zdobyli pierwszy w historii klubu tytuł mistrzowski. W latach 1980–1982 trzykrotnie uczestniczył w All-Star Game, dwukrotnie otrzymał Cy Young Award i raz Złotą Rękawicę. 7 czerwca 1983 w meczu z St. Louis Cardinals zaliczając 3526. strikeout, został samodzielnym liderem w klasyfikacji wszech czasów, wyprzedzając Nolana Ryana, który 7 kwietnia 1983 jako pierwszy pobił rekord należący do Waltera Johnsona z 1927 roku.

## Późniejszy okres
W lipcu 1986 jako wolny agent podpisał kontrakt z San Francisco Giants. 6 września 1986 w meczu przeciwko Cincinnati Reds zaliczył 4000. strikeout w karierze. W Giants rozegrał sześć spotkań, po czym ogłosił zakończenie kariery, jednak 12 sierpnia 1986 podpisał kontrakt z Chicago White Sox, w którym występował do końca sezonu.
W kwietniu 1987 został zawodnikiem Cleveland Indians, zaś w lipcu 1987 Minnesota Twins. Karierę zawodniczą oficjalnie zakończył w kwietniu 1988, zajmując wówczas drugie miejsce za Nolanem Ryanem w klasyfikacji wszech czasów pod względem liczby strikeoutów. W 1989 numer 32, z którym występował przez 15 sezonów w Philadelphia Phillies, został zastrzeżony. W 1994 został uhonorowany członkostwem w Baseball Hall of Fame.

## Nagrody i wyróżnienia
| Nagroda/wyróżnienie             | Lata                                                       | Źródło      |
| 10× All-Star                    | 1968, 1969, 1971, 1972, 1974, 1977, 1979, 1980, 1981, 1982 | [ 1 ]       |
| Gold Glove Award                | 1981                                                       | [ 1 ]       |
| 2× zwycięzca w World Series     | 1967, 1980                                                 | [ 3 ] [ 5 ] |
| 4× NL Cy Young Award            | 1972, 1977, 1980, 1982                                     | [ 1 ]       |
| Triple Crown                    | 1972                                                       | [ 13 ]      |
| Baseball Hall of Fame           | od 1994                                                    | [ 12 ]      |
| # 32 zastrzeżony przez Phillies | 1989                                                       | [ 11 ]      |